# Cryptantha minima
Cryptantha minima là loài thực vật có hoa trong họ Mồ hôi. Loài này được Rydb. mô tả khoa học đầu tiên năm 1901.